# Ivan Abadžiev
Ivan Nikolov Abadžjev (bulharsky Иван Николов Абаджиев; 12. února 1932 – 24. března 2017) byl bulharský vzpěrač, který se proslavil především jako trenér. Jako aktivní vzpěrač získal v roce 1957 první bulharskou medaili na mistrovství světa (stříbro). V letech 1968-1989 a 1997-2000 byl hlavním trenérem bulharské vzpěračské reprezentace. V 90. letech byl též hlavní trenérem turecké reprezentace. Vyvinul zcela nové techniky tréninku, za svou trenérskou kariéru vychoval 12 olympijských vítězů, 57 mistrů světa a 64 mistrů Evropy. Byl nazýván „papež vzpírání“.